# تولید مواد مخدر در افغانستان
افغانستان از سال ۱۹۹۲ به عنوان بزرگترین تولیدکننده تریاک (گیاه خشخاش) در جهان شناخته می‌شود. بزرگترین قطب‌های تولیدی تریاک در جهان عبارتند از: ۱ـ قطب تولیدی مثلث طلایی شامل سه کشور میانمار، لائوس و تایلند ۲ـ قطب تولیدی هلال طلایی شامل سه کشور افغانستان، ایران و پاکستان ۳ـ قطب تولیدی مکزیک در آمریکای مرکزی و کلمبیا واقع در آمریکای جنوبی.
در این بین افغانستان از هلال طلایی با تولید بیشترین مقدار تریاک جهان بالاتر از میانمار (بزرگترین تولیدکننده تریاک در قطب مثلث طلایی) و مکزیک و کلمبیا از قاره آمریکا قرار می‌گیرد. تولید تریاک در افغانستان از سال ۲۰۰۱ پس از حمله نظامی ایالات متحده آمریکا و ناتو به این کشور رشد بیشتری یافته‌است. بر اساس اطلاعات اداره مواد مخدر و جرم سازمان ملل متحد (UNODC) میزان کشت و تولید فصلی خشخاش در بین سال‌های ۲۰۰۴ تا ۲۰۰۷ (سال‌های حضور نیروهای آمریکایی و ناتو) به بیشترین میزان خودش در برابر هر سال حکومت طالبان تا سقوط آنان، رسید. در سال ۲۰۰۷ زمین‌هایی که برای تولید خشخاش در افغانستان به کار می‌رفت از میزان زمین‌هایی که برای پرورش کوکائین در آمریکای جنوبی مورد استفاده قرار می‌گرفت بیشتر بود. در سال ۲۰۰۷، ۹۲ درصد از تسکین دهنده‌های غیر پزشکی شامل حشیش و تریاک در بازارهای جهانی در افغانستان تولید می‌شد. ارزش جهانی این صنعت غیرقانونی در سال ۲۰۱۲، ۷۰ میلیارد دلار در سطح جهانی برآورد شد. در سال ۲۰۰۷ ارزش کل تریاک تولید شده در افغانستان بالغ بر ۴ میلیارد دلار بود که تنها یک چهارم آن به کشاورزان افغان می‌رسد و مابقی به جیب فرماندهان نظامی، جنگ سالاران افغان و قاچاقچیان مواد مخدر می‌رود. با این حال درآمد مواد مخدر ۳۵ درصد از تولید ناخالص داخلی افغانستان را تشکیل می‌دهد. به همین دلیل مبارزه با این بخش یکی از مشکلات مهم دولت افغانستان محسوب می‌شود. اگرچه در سال ۲۰۰۴ فتوای صادره از سوی علمای افغانستان، تولید و مصرف تریاک را مخالف قواعد شریعت اسلامی دانستند و برای آن مجازات در نظر گرفتند. تولید مواد مخدر در این کشور، از زمان جنگ افغانستان رو به افزایش گذاشته‌است و امروز در بالاترین سطح خود در طول تاریخ این کشور است. بنابر آمار سال ۲۰۱۴ (میلادی)، ۲۶۰٫۰۰۰ هکتار از اراضی کشاورزی افغانستان به تولید خشخاش اختصاص دارد که این بخش موجب اشتغال ۴۱۱٫۰۰۰ نفر از مردم این کشور را فراهم کرده‌است.
به هر حال وقوع سال‌ها جنگ و درگیری در افغانستان، عدم امنیت، نابودی زیرساخت‌های اقتصادی و عدم بازسازی و توسعه اقتصادی جامعه افغانستان، سبب شده‌است تا افغانستان به عنوان ردیف اول بزرگترین کشورهای تولیدکننده تریاک در جهان شناخته شود.

## مناطق تولید و توزیع تریاک در افغانستان

### قاچاق مواد مخدر
مناطق زیر نقش مهمی را در تولید و قاچاق مواد مخدر بازی می‌کنند:
- تولید: مناطق جنوبی استان‌های قندهار و ولایت هلمند در نزدیکی مرز با پاکستان بیشترین میزان تولید خشخاش را دارد که از سمت ولایت هلمند به سوی پاکستان و ایران این قاچاق صورت می‌گیرد.
- قاچاق: هرات نیز که دارای مرز مشترک با شمال شرق ایران است نقش مهمی را در قاچاق تریاک ایفا می‌کند.

فیض آباد در استان بدخشان که با کشورهای تاجیکستان، چین و پاکستان مرز دارد.

### نیروی کار در تولید تریاک
بر طبق گزارش اداره کار آمریکا در سال ۲۰۱۴، تولید تریاک یکی از بخش‌هایی است کودکان به اجبار به کار گماشته می‌شوند.
به هر حال تریاک به عنوان محصول اصلی مواد مخدر افغانستان است که هنوز هم کودکان کار زیادی را به اجبار بر سر زمین‌های برداشت محصول خشخاش می‌فرستد.

## قاچاق مواد مخدر و تأثیر آن بر جهان
بر طبق گزارش آژانس‌های اتحادیه اروپا، افغانستان برای مدت ۱۰ سال بزرگترین واردکننده هروئین به اروپا بوده‌است که این قاچاق از دو مسیر عمده به مناطق مختلف اروپا صورت می‌گرفته‌است: توقف گاه اولیه مسیر بالکان در ترکیه و از میانه ۱۹۹۰ مسیر شمالی که شمال افغانستان را به سمت آسیای مرکزی و از آن جا به سمت روسیه ترک می‌کند. (گاهی در محاورات با نام راه ابریشم شناخته می‌شود)
* در حال حاضر با طغیان مجدد خروجی بالا فراورده‌های ناشی از تریاک در دوره بعد از طالبان افغانستان، برای مثال یک اعتیاد جهانی در حال پیشرفت مصرف هرویین در روسیه وجود دارد که بیش از سی هزار تا در سال در حال افزایش است که عمدتاً در میان افراد جوان می‌باشد.

### مصارف پزشکی
با این حال از تریاک و بسیاری از مشتقات آن می‌توان مصارف پزشکی به عمل آورد. کدئین و مرفین دو نمونه از آنند.